# Филипо Строци
Филипо Строци Млади (на италиански: Filippo Strozzi, il Giovane), роден Джован Батиста Строци (на италиански: Giovan Battista Strozzi; * 4 януари 1489, Флоренция; † 18 декември 1538, Флоренция) е италиански кондотиер, политик и банкер от фамилията Строци от Флоренция през Ренесанса.

## Биография
Той е син на Филипо Строци Стари (1428 – 1491) и втората му съпруга Селвагджия Джианфиглиаци.
Филипо се жени през 1508 г. за Клариса де Медичи (1493 – 1528), дъщеря на владетеля на Флоренция Пиеро II Злочестия и Алфонсина Орсини. Тя е племенница на папа Лъв X и сестра на Лоренцо II Медичи, който е баща на френската кралица Катерина де Медичи.
През 1513 г. Филипо започва кариерата си във Ферара. През 1527 г. той е един от водещите на успешното въстание. На 17 май 1527 г. Силвио Пасерини, Иполито де Медичи и Алесандро де Медичи напускат град Флоренция. През 1530 г. Филипо Строци се оттегля във Венеция.
През 1537 г. той поема ръководенето на републиканците в изгнание, за да превземат града. На 1 август 1537 г. Филипо се бие заедно със синовете си и загубва в Битката при Монтемурло против херцога на Флоренция Козимо I Медичи, наследникът на Алесандро. Той е пленен, измъчван и се самоубива в крепостта Фортеза да Басо (Фортеза ди Сан Джовани Батиста), Флоренция.

## Деца
Филипо и Клариса де Медичи имат децата:
- Пиеро Строци (* 1510, † 1558), маршал на Франция
- Роберто Строци († 1558), барон на Колалто, женен 1539 за Мадалена де Медичи († 1583), дъщеря на Пиерфранческо Медичи де Млади
- Мария Строци, омъжена за Лоренцо Ридолфи
- Леоне Строци (* 1515, † 1554), 1544 посланик на малтийския орден в Константинопол
- Мария Строци (* 1512), омъжена за Агостино ди Фантони (* 1500)
- Джулио Строци († 1537, Падуа)
- Винченцо Строци († 1537)
- Лоренцо Строци (* 1523, † 1571), абат, 1548 епископ, 1557 кардинал, 1561 архиепископ на Сиена
- Алесандро Строци († 1541, Рим)
- Луиза Строци († 1534), омъжена за Луиджи Капони
- Джулио Строци
- Мадалена (Адалена) Строци, омъжена за Фламинио, конте дел'Ангуилара, сеньор на Стабио